# Horum
Horum ist ein Ortsteil der Gemeinde Wangerland im Landkreis Friesland in Niedersachsen.

## Lage
Der Ort liegt im nördlichen Teil des Wangerlandes. Durch Horum verläuft die Kreisstraße 87, die sogenannte Störtebekerstraße.

## Geschichte
1542 hieß Horum „up den hoern“, also auf der Ecke, nämlich der aus Sand und Muscheln bestehenden Nordostecke des Jeverlandes. Später wurde dann aus der Ortsbezeichnung „up den horen“ der Name Horum.
Größter Arbeitgeber in Horum war ab 1902 die Molkerei Horum, 1972 fiel das Unternehmen dem „Molkereisterben“ zum Opfer. Ab 1988 wurde das seinerzeit von Architekt Theodor Eilers (* 1867; † 1949) entworfene Molkereigebäude zu einem Hotel umgebaut.
Die Bewohner der in der Vergangenheit einseitig von der Landwirtschaft geprägten Region leben heute hauptsächlich vom Tourismus.